# Place Saint-Jean (Melun)
Pour les articles homonymes, voir Place Saint-Jean.
La place Saint-Jean est une des principales places de la ville de Melun, dans le département de Seine-et-Marne en France. Le centre de la place est occupé par la fontaine Saint-Jean.

## Situation et accès
La place Saint-Jean est une place ouverte, située dans le centre-ville historique de Melun, sur la rive droite de la Seine, à proximité de l'hôtel de ville et de l'église Saint-Aspais, vers laquelle convergent plusieurs artères importantes de Melun, entourée d'immeubles, de commerces, du centre culturel municipal hébergeant l'office de tourisme et d'un parking. Elle est constituée d'une voie de circulation routière contournant la fontaine située en son centre, d'une gare routière et d'une zone piétonnière. Deux cafés occupent une partie du trottoir avec leur terrasse privatisant le domaine public.
La façade du bâtiment situé sur sa périphérie ouest laisse voir des vestiges d'une porte de la ville.

## Historique
Piétonisation
En mai 2017, le parking qui occupait la partie nord de la place délimitée par la voie routière et la fontaine a été transformé en zone piétonne asphaltée et séparée des voies routières par des barrières et plots métalliques. Depuis lors, cette zone piétonnière accueille des événements temporaires comme le marché de Noël ou une patinoire, des jeux pour enfants peints sur l’asphalte, un manège pour enfants, des bals et des concerts.

## Bâtiments remarquables et lieux de mémoire

### Fontaine Saint-Jean

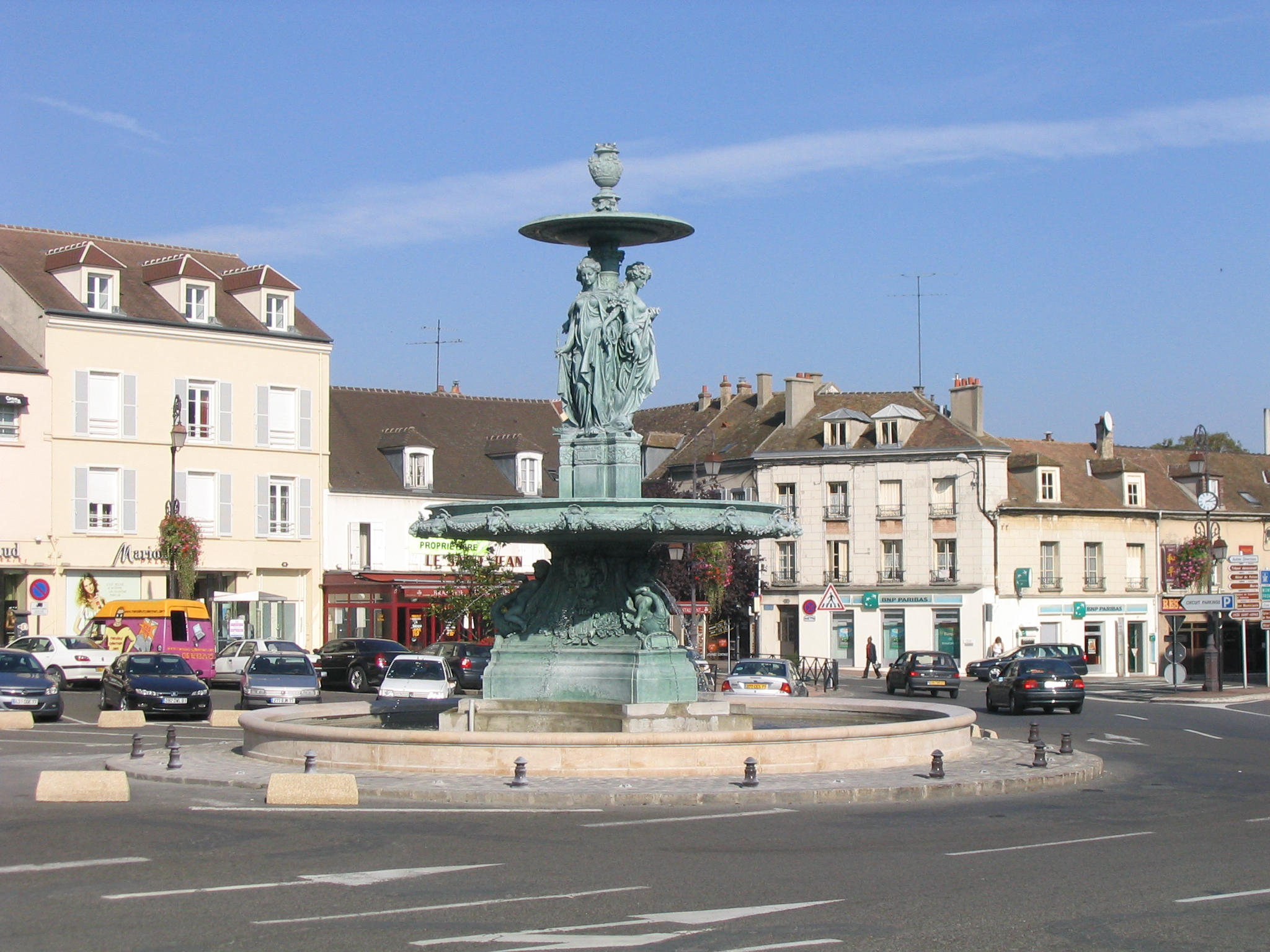
Fontaine en 10 2006.

La fontaine de la place a été inaugurée en 1864 grâce aux dons de Henri Lainville, Melunais de naissance. Celui-ci choisit la place Saint-Jean, créée en 1737.

#### Style artistique, sculpteur & matériaux
La fontaine, construite en fonte, est inspirée du style Renaissance. Elle est l’œuvre du sculpteur Jean-Baptiste Klagmann (1810-1867), connu pour ses travaux à Paris, et a été fondue par Antoine Durenne.

#### Représentation
La sculpture centrale de la fontaine est composée de trois statues allégoriques représentant les trois rivières traversant le département de Seine-et-Marne :
- la Seine, dont la statue tient une corne d'abondance ;
- la Marne, dont la statue tient une faucille et des épis de blé ;
- l'Yonne, dont la statue tient une rame.

#### Fontaines auxiliaires
Les fontaines auxiliaires[Lesquelles ?] étaient des conditions au don de Henri Lainville et servaient à alimenter en eau les Melunais.

#### Alimentation en eau
À sa création, la fontaine était alimentée par l'eau de la source Saint-Liesne. Aujourd'hui, elle est alimentée par la ville de Melun.